# القمع السوفيتي للمواطنين البولنديين (1939-1946)
في أعقاب الغزو الألماني والسوفييتي لبولندا، الذي حدث في سبتمبر 1939، تم تقسيم أراضي بولندا إلى النصف بين ألمانيا النازية والاتحاد السوفيتي. توقف السوفييت عن الاعتراف بالدولة البولندية في بداية الغزو. كان كلا النظامين معاديين للجمهورية البولندية الثانية بقدر ما كانا للشعب البولندي وثقافتهما وكان الهدف لتدميرهما. منذ عام 1939 قام المسؤولون الألمان والسوفيات بتنسيق سياساتهم ذات الصلة ببولندا والإجراءات القمعية. مُدةَ عامين تقريبًا بعد الغزو، واصل المحتلان مناقشة الخطط الثنائية للتعامل مع المقاومة البولندية خلال مؤتمرات Gestapo-NKVD حتى عملية بارباروسا الألمانية ضد الاتحاد السوفيتي، في يونيو 1941.
تم كسر حلف مولوتوف ريبنتروب واندلعت حرب جديدة، قبض السوفييت وسجنوا نحو 500,000 مواطن بولندي في كريسي الكبرى بما في ذلك المسؤولين المدنيين والعسكريين وجميع «أعداء الشعب» الأخرى مثل رجال الدين والمثقفين البولنديين: نحو واحد من كل عشرة من الذكور البالغين. هناك بعض الجدل حول ما إذا كانت سياسات الاتحاد السوفيتي كانت أقسى من سياسات ألمانيا النازية حتى ذلك الوقت.
نظرت مجموعات كبيرة من المواطنين البولنديين قبل الحرب، ولا سيما اليهود، والفلاحون الأوكرانيون بدرجة أقل، إلى دخول السوفيت إلى بولندا باعتباره فرصة للمشاركة في الأنشطة الشيوعية خارج بيئتهم العرقية أو الثقافية التقليدية. تلاشى حماسهم بمرور الوقت، حيث تبين أن القمع السوفيتي كان يستهدف جميع الفئات على قدم المساواة، بغض النظر عن موقفهم الأيديولوجي. تشير التقديرات إلى أن ما لا يقل عن 150,000 مواطن بولندي ماتوا خلال الاحتلال السوفيتي.

## في أعقاب الغزو السوفيتي لبولندا
استحوذ الاتحاد السوفيتي على 52.1 ٪ من أراضي بولندا (حوالي 200000   كم²) التي تضم أكثر من 13,700,000 مواطن في نهاية الحرب الدفاعية البولندية. فيما يتعلق بالتركيب العرقي لهذه المناطق: كان 5.1 مليون أو 38٪ من السكان بولنديين حسب العرق (كتب إليبيتا تريلا مازور)،  37٪ الأوكرانيين، 14.5٪ البيلاروسيين، 8.4٪ اليهود، 0.9٪ الروس و0.6٪ الألمان.  كان هناك أيضًا 336,000 لاجئ من المناطق التي تحتلها ألمانيا، معظمهم من اليهود (198,000). تم ضم جميع الأراضي البولندية التي يحتلهااتحاد الجمهوريات الاشتراكية السوفياتية إلى الاتحاد السوفياتي باستثناء منطقة فيلنيوس، التي تم نقلها إلى ليتوانيا.